# Franz Richarz (Mediziner)

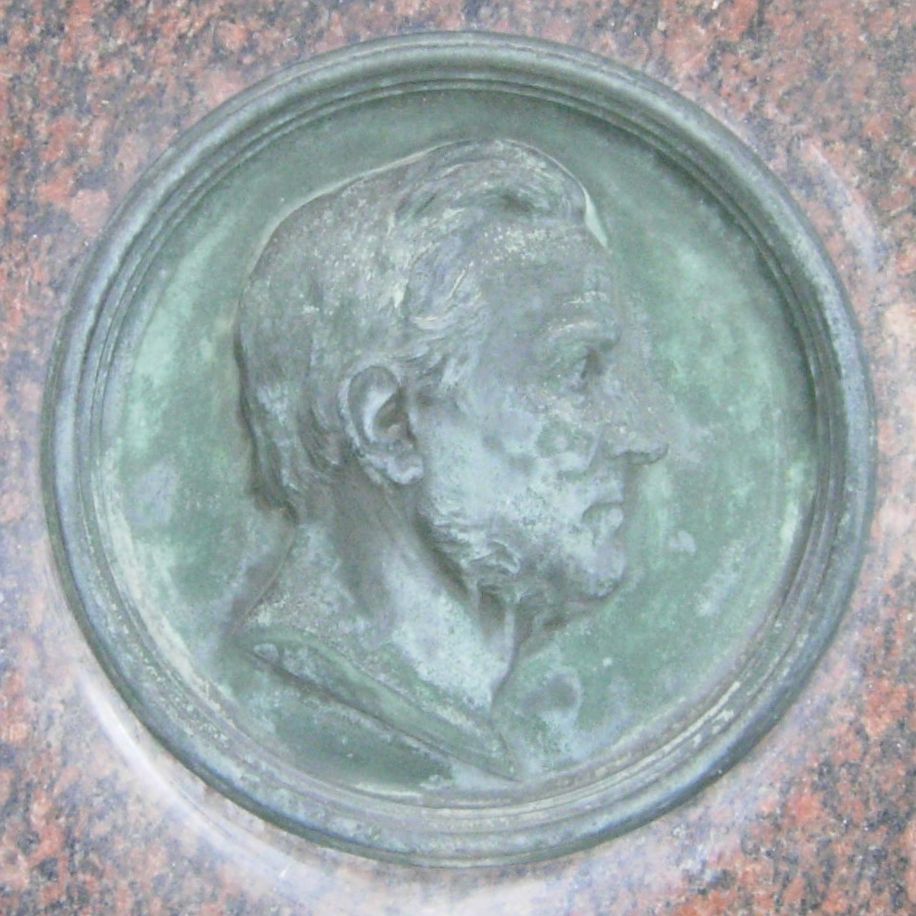
Franz Richarz, Grabmedaillon von Albert Küppers auf dem Alten Friedhof Bonn

Franz R. Richarz (* 5. Januar 1812 in Linz am Rhein; † 26. Januar 1887 in Endenich) war ein deutscher Psychiater und Leiter seiner eigenen Privat-Irrenanstalt. Heute ist er vor allem als der behandelnde Arzt des Komponisten Robert Schumann bekannt, der in Richarz’ Anstalt geistig umnachtet starb. Weitere Größen, welche sich in Endenich behandeln ließen, waren unter anderen die Maler Carl Gehrts, Mihály von Munkácsy und  Alfred Rethel.

## Leben und Wirken

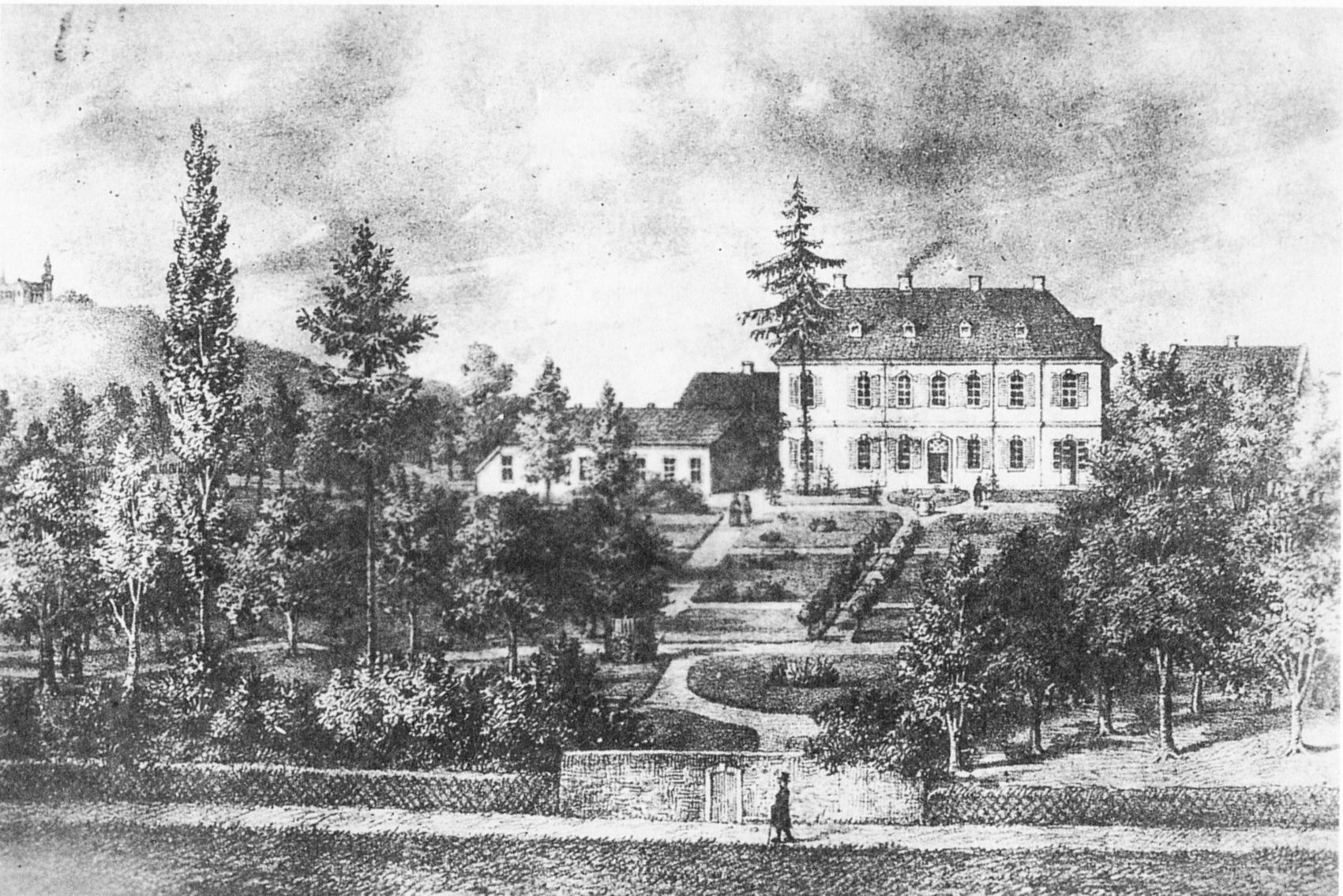
Die Richarz’sche Privat-Irrenanstalt im 19. Jahrhundert

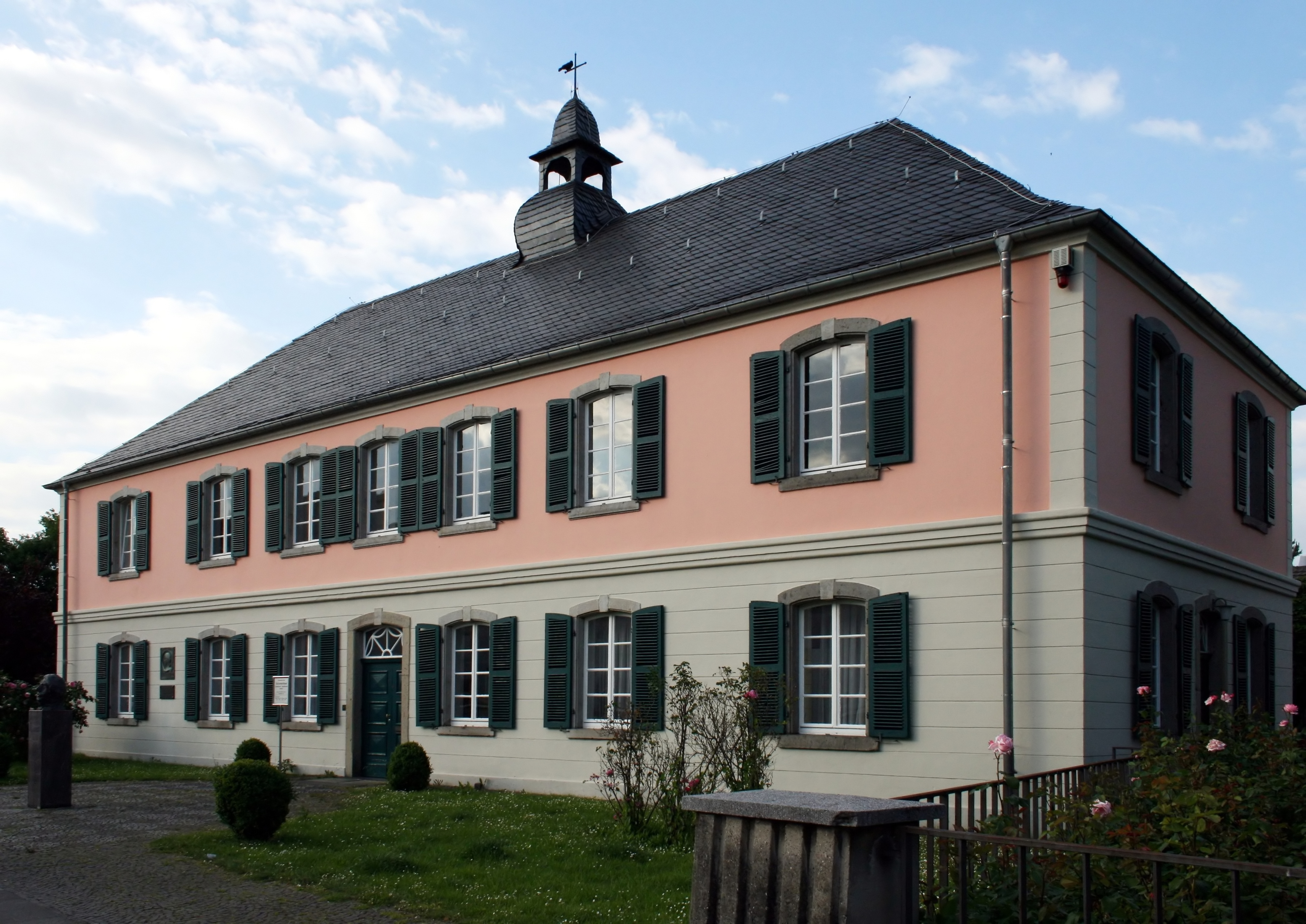
Das Gebäude der Richarz’schen Privat-Irrenanstalt in Bonn-Endenich, heute das Schumannhaus (2009)

Richarz wurde als Sohn eines Kaufmanns und Schiffsbesitzers geboren. Er studierte seit 1830 Medizin in Bonn, unter anderem auch bei Christian Friedrich Nasse. Hier wurde er 1830 auch Mitglied des Corps Rhenania. Nach der Promotion 1834 mit einer Arbeit über das Erkennen von Wahnsinn und dessen Heilung wurde er 1836 Assistent bei Maximilian Jacobi in der Irrenanstalt Siegburg. Der ambitionierte Richarz veröffentlichte 1844 eine Reformschrift Über öffentliche Irrenpflege und die Nothwendigkeit ihrer Verbesserung, in der er sich unter anderem für kleinere Anstalten in jedem Regierungsbezirk der Rheinprovinz aussprach. Im selben Jahr gründete er seine eigene Privat-Anstalt in Bonn-Endenich. 1858 lehnte er einen Ruf nach Siegburg als Nachfolger Jacobis ab, übernahm aber 1863 für einige Monate kommissarisch die Leitung der Anstalt. Die Leitung seiner eigenen Anstalt hatte er bereits seit 1859 sukzessive an seinen Neffen Bernhard Oebeke abgegeben. Schwerhörigkeit und der Umgang mit vielen Menschen machten ihm zunehmend zu schaffen. Er wurde missmutig und reizbar. Bis 1872 blieb er aber konsultierender Arzt seiner Anstalt. Er war Mitglied der Gesellschaft Deutscher Naturforscher und Ärzte. 1867 gründete Richarz gemeinsam mit Karl Friedrich Werner Nasse den psychiatrischen Verein der Rheinprovinz.
Richarz vertrat eine somatische Konzeption der Geisteskrankheiten, wonach diese auf idiopathischen Veränderungen des Gehirns beruhten. Später verfasste er einige der ersten Arbeiten über die Vererbung von Geisteskrankheiten.
Im Gebäude der Richarz’schen Privatanstalt ist inzwischen das Schumannhaus Bonn untergebracht.

## Schriften
- De vesaniae cognitione et cura quaedam. Schloesser, Köln 1834 (zugleich Medizinische Dissertation, Bonn 1834) – Digitalisat: Bayerische Staatsbibliothek.
- Ueber öffentliche Irrenpflege und die Nothwendigkeit ihrer Verbesserung mit besonderer Rücksicht auf die Rheinprovinz. Eduard Marcus: Bonn 1844. (Digitalisat)
- mit Friedrich Wilhelm Böcker, Carl Reiner Hertz: Reiner Stockhausen. Ein actenmässiger Beitrag zur psychisch-gerichtlichen Medicin für Aerzte und Juristen, mit Gutachten von Dr. M. Jacobi, Königl. Ober-Medicinalrathe und Director der Provinzial-Irrenanstalt zu Siegburg, und den Herausgebern. Elberfeld 1855 (Digitalisat)
- Robert Schumann. In: Allgemeine musikalische Zeitung Nr. 38 vom 17. September 1873, Sp. 597–601 (Digitalisat)
- Über Zeugung und Vererbung. Entgegnung auf die „Beiträge zur Erblichkeitsfrage von Emanuel Roth“ … Bonn 1880.